# Сєверне (Первомайський район)
Сє́верне (рос. Северное) — село (колишнє селище) у складі Первомайського району Алтайського краю, Росія. Адміністративний центр Сєверної сільської ради.
Стара назва — Сєверний.

## Населення
Населення — 1408 осіб (2010; 1485 у 2002).
Національний склад (станом на 2002 рік):
- росіяни — 91 %